# São demais os perigos desta vida...
São demais os perigos desta vida... è un album di Toquinho e Vinícius de Moraes, pubblicato dalla RGE nel 1972..

## Tracce
Toquinho, Vinicius de Moraes
Lato A
1. Cotidiano N.º 2	  - 4:06
2. Tatamirô	  - 4:06
3. São demais os perigos desta vida...	 -  2:46
4. Chorando prá pixinguinha	 -  2:23
5. Valsa para uma menininha -  2:15
6. Para viver um grande amor - 2:54
7. Menina das duas tranças - (Baden Powell, Vinicius de Moraes) - 2:46
8. Regra três -
9. No colo da serra
10. Canto de Oxalufa

## Formazione
- Toquinho - voce e chitarra
- Vinícius de Moraes - voce